# Фонд женских библиотек и информационных центров
Фонд женских библиотек и информационных центров (WLICF)  - первая и единственная женская библиотека в Турции. 
Фонд был основан в Стамбуле в 1989 году и открылся 14 апреля 1990 года, в основном для оказания помощи в исследованиях истории женщин. Библиотека поставила перед собой миссию приобретения, защиты и сохранения интеллектуального капитала, ориентированного на женщин в Турции. 

## Миссия
В Турции женщины имеют ограниченный доступ к образованию, публичному выражению мнения и публикациям. Эта проблема делает документирование женской истории источником расширения прав и возможностей женщин. Информационные центры, архивы и библиотеки по всему миру теперь документируют жизнь женщин и их вклад, чтобы облегчить исследования в области женских исследований.
Фонд женских библиотек и информационных центров был основан для сбора точной и исчерпывающей информации об истории женщин в Турции. Законопроект об учреждении устанавливает цель библиотеки: «собирать знания о женской истории, организованно представлять эту информацию тем, кто сегодня проводит исследования, и сохранять письменные документы сегодняшнего дня для будущих поколений». Информационный центр был основан профессором Джале Байсалом, доцентом Фюсун Акатлы, Асли Даваз, Фюсун Яраш и доцентом Ширин Текели.

## Финансирование
Создание библиотеки было поддержано муниципалитетом Стамбула, библиотекой Фенера и небольшими взносами около 190 человек. Кампания по сбору средств 2015 года была направлена на поощрение пожертвований, в том числе сумм от 25 турецких лир (8 долларов США). 

## Коллекции и архивы
Книги
В библиотеке более 11 800 книг, написанные женщинами или по темам, интересующим женщин. Справочная информация об этих книгах доступна в компьютеризированной системе.
Периодические издания
Раздел периодических изданий состоит из 40 полных наборов названий периодических изданий Османской империи и ранней Турецкой Республики, изданных в период с 1867 по 1928 год,  210 наименований женских периодических изданий, издаваемых с 1928 года и написанных с использованием нового турецкого алфавита, и более 120 женских периодических изданий на иностранных языках.
Эфемера
230  единиц хранения,  содержащий уставы женских организаций, тексты для групповых дискуссий, неопубликованные тезисы, прочую информацию, касающуюся женщин, и статистику, классифицированные по различным темам. В разделе эфемеров также хранится 631  докторские и кандидатские диссертации.
Коллекция газетных вырезок
Коллекция газетных вырезок содержит статьи, интервью и десятки тысяч вырезок из большинства ежедневных турецких газет и периодических изданий, издаваемых с 1990 года. В Турции и во всём мире имеется более 280 единиц хранения с материалами о деятельности и учёбе женщин.
Аудиовизуальная коллекция
Мероприятия, организованные или проводимые Библиотекой с момента её открытия, фотографировались и снимались. Информация и документы о женщинах с османских времён до наших дней включены в визуальный архив с разбивкой по темам. Эта коллекция содержит около 1000 слайдов, 250 фотографий,  открытки, пятнадцать видеокассет,  девяносто семь аудиокассет  и около 650 местных и зарубежных плакатов.
Коллекция женщин-художников
Коллекция женщин-художников документирует работы бывших и ныне живущих женщин-художников в области живописи, скульптуры, фотографии, мрамора, гравюры, иллюстрации, графики и карикатуры. Документы 842 художников  классифицируются в этом разделе, включая слайды с работами 18 художников.
Файлы художника содержат биографические данные, публикации о художнике, собственные печатные материалы художника (каталоги, приглашения на выставки, плакаты и аналогичные печатные материалы) и фотографии. Художники, представившие материалы в этой коллекции, включают Хале Асаф, Томур Атагёк, Хейл Тенгер, Лютфие Батукан, Алие Бергер, Зеррин Бёлюкбаши, Невин Чокай, Хамие Чолакоглу, Алев Эбуззия, Неше Эрдок, Рамизэ Эрер, Сениэрею Фэнрирал и Фюрею Фенрирал, Ишик.
Коллекция женщин-писателей
Коллекция состоит из 2000 файлов о 951 писательнице. , в том числе Асие Хатун, Лейла Ханым, Кази Казие, Шереф Ханым, Нигяр Ханым, Яшар Незихе Ханым и Фатма Алие Топуз . Есть тридцать файлов, относящихся к Халиде Эдипу Адывару ,  двадцать семь файлов, относящихся к Эрендизу Атасу ,  и сорок девять файлов об Адалет Агаоглу  в сборнике. Эти файлы классифицируются отдельно для дореспубликанского и республиканского периодов. Файлы содержат интервью с писателями, информацию об их работе, газетные и журнальные статьи, критические и рекламные статьи.
Сборник неопубликованных статей
Более 1000 статей  написанные в области женских исследований на турецком, английском, французском и немецком языках, доступны исследователям. Связанные записи могут быть найдены в компьютерной поисковой системе.
Коллекция женской устной истории
Ядро материала этого раздела составили расшифровки аудио- и видеозаписей дискуссий, проведённых в ходе пилотного проекта « Устная история женщин». Эти обсуждения проводились при поддержке Главного управления по делам женщин и проблемам турецкого правительства. Коллекция содержит аудиокассеты интервью и транскрипции, сделанные в 1994 году 14 женщинами, родившимися до 1923 года, фотографии, сделанные во время этих интервью, и видеозаписи четырёх из этих женщин. Эта секция всё ещё находится на начальной стадии и в настоящее время проводит интервью с выжившими первыми выпускниками женского лицея Эренкёй в Стамбуле, а также с женщинами-профессионалами, которые внесли важный вклад в свои области.
Коллекция частных архивов и женских организаций
Личные документы и записи женских организаций хранятся в виде специальной коллекции и открыты для исследователей в соответствии с условиями, указанными донорами документов. В этом фонде более 900 единиц хранения с документами. Категоризация этих документов - непрерывный процесс. Библиотека и архивы являются справочным учреждением и не имеют договорённостей о выдаче кредитов. Фонд опубликовал тридцать шесть книг, относящихся к его коллекциям (библиографии, каталоги, повестки дня, транскрипция периодических изданий османских женщин), и организовал более 535 культурных мероприятий в форме семинаров, симпозиумов, выставок и конференций.    